# Jan van Ruiten
Johannes Hendricus Simon van Ruiten (Gouda, 23 maart 1931 – Sneek, 26 september 2016) was een Nederlands bestuurder en politicus. Namens de Lijst Pim Fortuyn was hij lid van de Tweede Kamer der Staten-Generaal.

## Loopbaan
Van Ruiten volgde de beroepsopleiding Koopvaardij-officier en had tot 1960 en maritieme loopbaan. Hierna was hij werkzaam in de metaal- en elektrotechniek. Hij was onder meer directeur van een fabriek in transportwerktuigen en vicevoorzitter van de werkgeversorganisatie van de metaal- en elektrotechnische industrie. Hiernaast had hij vele nevenfuncties als bestuurder en of adviseur.
Na lid te zijn geweest van de VVD en Leefbaar Nederland volgde hij Pim Fortuyn, van wie hij op economisch gebied een belangrijk adviseur was, na diens vertrek bij Leefbaar Nederland in de LPF. Namens deze partij was Van Ruiten van 23 mei 2002 tot 30 januari 2003 lid van de Tweede Kamer. Hij was in die periode het oudste Kamerlid. Namens de fractie hield hij zich bezig met beroepsonderwijs, ouderenzorg en -beleid en met normen en waarden.
Van Ruiten is onderscheiden als Officier in de Orde van Oranje-Nassau. Hij overleed in 2016 op 85-jarige leeftijd.
- Biografisch Portaal: 17949811
- Parlement.com: vg9fgopzhqyb